# Народна скупштина Србије 1873.
Редован сазив Народне скупштине је заседао у Крагујевцу у периоду 15. новембра — 31. децембра 1873.

## Народна скупштина у Крагујевцу 1873.
Трећи редовни сазив Народне скупштине, изабране 1871, одржан је од 15. новембра до 31. децембра 1873. За председника скупштине y томе сазиву био је постављен Живко Карабиберовић, за потпредседника Љубомир Каљевић. За секретаре Скупштина је изабрала Димитрија Јовановића, Јована Бошковића, Симу Живковића и Милана Ђ. Милићевића. Скупштину је, после конституисања, отворио Кнез Милан Беседом, на коју је Скупштина одговорила Адресом.
У овоме сазиву појавиле су се прве интерпелације. Тако је Скупштина 24. новембра расправљала о неким злоупотребама y војничком магазстну, којом приликом је почињена штета y износу од 17.000 дуката, a сем тога расправљене су још две друге интерпелације. Од законских предлога свршени су ови: закон о ковању српске сребрие монете (динара); закон о метарским мерама; ** закона о учитељској школи; ** закона о Богословији; ** закона о оснивању реалке; закон којим се укида телесна казна батинама; ** закона о гимназијама; * закона о устројству велике школе; * закона о устројству министарства војске (чл. 15); * чл. 1 закона о фуражи; ** закона о Високој школи (чл. 4—9); * 4 тачке § 471 грађанског поступка да се земљоделцу не сме продати алат, рана и пет плугова земље („Закон о пет дана орања"); * закона о устројству основних школа; * чл. 330 кривичног постулка о наплати судских трошкова и такса; закон о потпомагању индустријских предузећа.